# 吉田紘一
吉田 紘一（よしだ こういち、1940年10月30日 - 2005年10月2日）は、日本の経営者。住友生命保険社長、会長を務めた。長崎県出身。

## 経歴・人物
1963年に九州大学経済学部を卒業し、同年4月に住友生命保険に入社した。1993年7月に取締役に就任し、1995年4月に常務、1996年7月専務を経て、1997年7月に社長に就任した。2001年7月に取締役相談役を経て、2002年7月には相談役に退いた。
1998年から1999年までに生命保険協会会長も務めた。
2005年10月2日心不全のために死去。